# Coop Frauenbund Schweiz
Der Coop Frauenbund Schweiz entstand 1922 als Konsumgenossenschaftlicher Frauenbund der Schweiz aus dem Zusammenschluss der konsumgenossenschaftlichen Frauenkommissionen, die zwischen der Jahrhundertwende und dem Ersten Weltkrieg in den meisten grösseren Städten der Deutschschweiz entstanden waren. Der neue Verband sollte einerseits die Idee von Genossenschaften fördern, andererseits Frauen dazu ermuntern, sich für ihre Interessen als Konsumenten zu engagieren. 
Von 1929 bis 1943 führte Rosa Münch die Organisation als Präsidentin.
1935 traten die Westschweizer aus dem gesamtschweizerischen Bund aus und gründeten die Union des Coopératices Romandes.
1969 wurde der Konsumgenossenschaftliche Frauenbund der Schweiz in die heutige Bezeichnung umbenannt.

## Tätigkeiten
Tätigkeiten waren die Organisation von Arbeitsnachmittagen, Geselligkeitsversammlungen, Frauenkreiseversammlungen, öffentliche Vorträge, Weiterbildungskurse in Hausfrauentätigkeiten und der Unterhalt eines Solidaritätsfonds. Publikationsorgane waren das "Mitteilungsblatt des Konsumgenossenschaftlichen Frauenbundes der Schweiz" resp. "Coopératrices Romandes - Bulletin des groupes de l'Union des coopératrices romandes" später "Dialog-Dialogue-Dialogo".